# Newgrounds
Newgrounds este un site de companie și de divertisment fondat de Tom Fulp⁠(d) în 1995, care arată conținut generat de utilizatori, cum ar fi jocuri video, filme, muzică și piese de artă.
Din anii 2000 și 2010, Newgrounds a jucat un rol important pe internet, în special pentru seriale web și jocurile video independente. A fost numit „un timp distinct în istoria internetului”, un loc unde mulți animatori și dezvoltatori au câștigat numeroși urmăritori cu mult înainte ca rețelele de socializare să facă acest lucru